# チューヤン
チューヤン（本名：謝昭仁、Zhe6 Zhiu3yan4（チェ・チーウヤン）、1972年8月4日 - ）は、香港の広告ディレクター、グラフィックデザイナー、ラジオパーソナリティ。1998年（平成10年）から2005年（平成17年）2月までの間、日本でタレント活動をしていた。当時の所属事務所はRING（現・エクセリング）。

## 来歴

### 香港での活動
1994年（平成6年）には新城ラジオ、1996年（平成8年）には商業ラジオに入局。商業ラジオでは毎日「無字頭七八九」という番組を担当し、街頭インタビューや視聴者参加型のゲームを取り仕切っていた。

### 日本メディアでの活動
1998年（平成10年）、バラエティ番組『進ぬ!電波少年』（日本テレビ）の企画で、伊藤高史と共にアフリカ・ヨーロッパ大陸縦断のヒッチハイクに挑戦するパートナーのオーディションに参加。「自分の人生を変えたいんです」との言葉が決め手となり、100人以上の志願者の中から選ばれた。2人のチーム名は広東語で『友達』を意味する朋友（パンヤオ）と名づけられた。母語である広東語と第2言語である英語（第2言語だが、香港人であるため流暢である）を話し、ヒッチハイクでは彼の英語が多くの場面で役に立っていた。一方で、収入があるとすぐホテルに宿泊しようとする（虫が苦手なため野宿が嫌いだった）など甘えた姿勢を見せ、それを咎める伊藤と口論になっていた。南アフリカ共和国・喜望峰からノルウェー・スレットネス灯台まで、22,170km、290日に及ぶ大陸縦断ヒッチハイクに成功した。この企画でブレイクし、知名度も急速に上がっていった。
当初は日本語は全く理解しなかったが、旅の期間中に伊藤高史から少しずつ教わり、旅の終盤ではカタコトの日本語を話せるようになっていた。その広東語訛りの口調が魅力となり、日本での芸能活動の中で定着した。日本の漫画を日本語教材代わりにしており、特にあだち充のファンだった。
1999年（平成11年）1月、『進ぬ!電波少年』の司会者となり、番組の企画へも頻繁に参加させられた。また、『雷波少年』の企画「チューヤン・ジャパンツアー」も同時に行っていたため、日本全国を旅しながら司会の仕事のために東京までスタッフの手助けなしで戻る、という日々が続いた。
1999年（平成11年）4月にジャパンツアーが終了すると、それまで司会者のいなかった雷波少年の司会者に就任。その後ボツ企画となったが、ミッチー・サッチー騒動で野村沙知代側の記者も経験する。同年10月からは「電波少年的80日間世界一周の旅」に真中瞳と共に挑戦し成功させた。
2000年（平成12年）、「プロ野球〜東京ドーム 巨人×中日」で、応援していた巨人の敗北を受け、『進ぬ!電波少年』の「アンコールワットへの道の舗装」企画への1か月の応援参加を任命される。これは本人の希望で2か月に延長された。
また、「雷波少年系 後ろ楽しいガーデン」という後楽園ゆうえんちでの企画のプロデュースを任された。Something ELseにテーマ曲を依頼し、完成した「あいのうた」は後楽園ホールで披露された。
2005年（平成17年）2月、「父親の体調が良くないので、そばにいてあげたいと思った」として日本の芸能界を引退した。引退して帰国する際、梨元勝に成田空港で質問され、「勉強になったし、楽しかった」と語った。

### 芸能界引退後
2009年（平成21年）1月にプライベートで来日。松本明子、土屋敏男（『電波少年』シリーズのプロデューサー）らと再会、第2日本テレビの番組『デジタルの根性』でのインタビューで芸能関係の仕事を一切辞め、香港の広告代理店でクリエイティブディレクターとして働いていることを告白した。
2009年（平成21年）11月、専門学校時代からの同級生と結婚。
2010年（平成22年）10月5日、『超豪華!!スタア同窓会 ゲゲゲッ!の再会』内の企画『「電波少年」同窓会』に出演した。それ以後は日本のテレビ番組に稀に登場するようにもなる。
2014年（平成26年）1月27日放送『有吉ゼミ 2時間SP』の「あの人は今…食えているのか」のコーナーにVTRで出演。広告ディレクターとして年収60万香港ドル（約950万円）を稼いでおり、「ちょっと良い感じに食えている」と語った。
2020年（令和2年）12月から、主に日本に向けたSNSを期間限定（290日）で開始。2019年より香港の制作会社 KCM Productions.に勤務して、デザイン・コンサルタントをしている近況を伝えている。2019年-2020年香港民主化デモでは周庭ら民主化運動家を支持し、日本語でTwitterに連帯の呼びかけをツイートした。
2021年（令和3年）1月、復活した古巣の番組『電波少年W 〜あなたのテレビの記憶を集めた〜い!〜』にリモートでの客演。翌月、YouTubeチャンネルを開設。
同年4月21日、ライフラプラスONLINEにて「チューヤンの民は食をもって天となすび」を連載開始。文章・写真やYouTubeチャンネルでの動画を交えて香港の魅力を発信している。
2022年（令和4年）1月、福島県産米「天のつぶ」を使用したクラフトビール『天のつぶBEER』の命名やラベルデザイン担当。在香港日本国総領事も同席し、香港市場の発売を発表した。香港では日本の原料で醸造した地ビール自体が珍しく、福島原発事故から風評被害を受けている福島県産農産物の名誉回復に貢献している。

## 出演

### バラエティ
- 進ぬ!電波少年（1998年-2002年、日本テレビ）- 演者からMC昇格
- 雷波少年（1999年4月 - 2002年3月、日本テレビ）- MC[7]
- 超人気番組CMの祭典（2000年3月16日、日本テレビ）
- ホットパンツ（2000年4月 - 2000年9月、日本テレビ）- MC
- サウンドトラック『ポケモンソング♪ベストコレクション2』（2001年、メディアファクトリー）「ポケモン言えるかneo?」を担当。
- 世界ゴリッパですね!!（2003年4月 - 2003年8月、フジテレビ）
- 超豪華!!スタア同窓会（2010年10月5日、日本テレビ）
- 1番ソングSHOW（2012年2月8日、日本テレビ）
- 有吉ゼミ2時間SP（2014年1月27日、日本テレビ）
- 電波少年W 〜あなたのテレビの記憶を集めた〜い!〜 配信版（2021年1月25日、WOWOWオンデマンド / YouTube）

### テレビドラマ
- 新・俺たちの旅 Ver.1999（1999年7月3日 - 9月11日、日本テレビ）- 陳子好（ワカメ）役
- 億万長者と結婚する方法 第10話（2000年9月6日、日本テレビ）
- コウノトリなぜ紅い（2001年6月16日、NHK BShi）- マッキーダイヤ 役
- 連続テレビ小説「まんてん」（2002年10月 - 2003年3月、NHK総合） - シュウ 役
- 動物のお医者さん（2003年4月 - 6月、テレビ朝日）- 張 役
- 彼女が死んじゃった。（2004年、日本テレビ）- 梁鳳英 役

### 映画
- ファイナル・ロマンス 天若有情III（2001年）
- ゴジラ・モスラ・キングギドラ 大怪獣総攻撃（2001年） - 中華街の住民役[1]
- 雀鬼くずれ（2003年）
- 歌舞伎町案内人（2004年） - 李暁強役
- 香港バタフライ（2005年）

### CM
- 文字電話(DDIポケット(現・Y!mobile))(1999年)※ビビアン・スーと共演
- ネッカチキン（丸紅畜産(現・ウェルファムフーズ))（2001年）

## 書籍
- 『朋友日記』日本テレビ放送網
  1. アフリカ・風雲の志編（1998年10月）
  2. アフリカ・熱砂の死神編（1998年10月）
  3. ヒッチハイク三部作・熱涙完結編（1998年12月）
- 『朋友―伊藤高史 謝昭仁』宮沢正明著、ルー出版 1998.12
- 『チューヤン日本旅日記―朋友チューヤンJAPAN TOUR』謝昭仁著、日本テレビ放送網（1999年7月）